# Thelymitra psammophila
Thelymitra psammophila är en orkidéart som beskrevs av Cecil Rollo Payton Andrews. Thelymitra psammophila ingår i släktet Thelymitra och familjen orkidéer. Inga underarter finns listade i Catalogue of Life.